# Kanonia pod wezwaniem Matki Boskiej Wniebowziętej we Fromborku
Kanonia pod wezwaniem Matki Boskiej Wniebowziętej we Fromborku – zabytkowa, neogotycka kanonia położona we Fromborku, przy ulicy Katedralnej 13. Budynek powstał około 1680 roku. Na jego wschodniej ścianie widnieje barokowa rzeźba z 1677 roku, przedstawiająca Najświętszą Marię Pannę. Stanowi ona przypomnienie średniowiecznej Madonny, umieszczonej we wnęce centralnej części szczytu katedry we Fromborku.

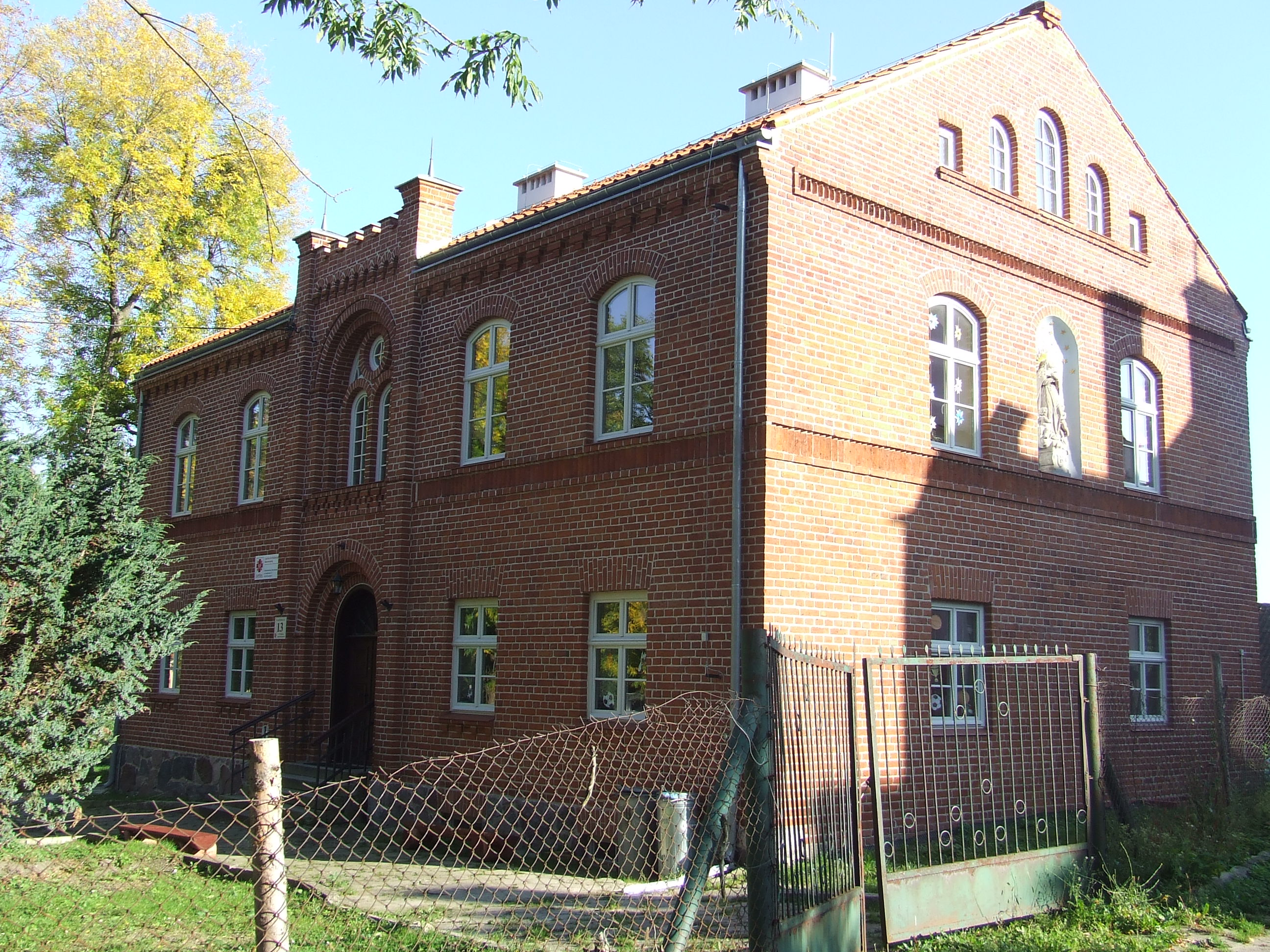
Frontowa strona budynku (widoczna rzeźba NMP)
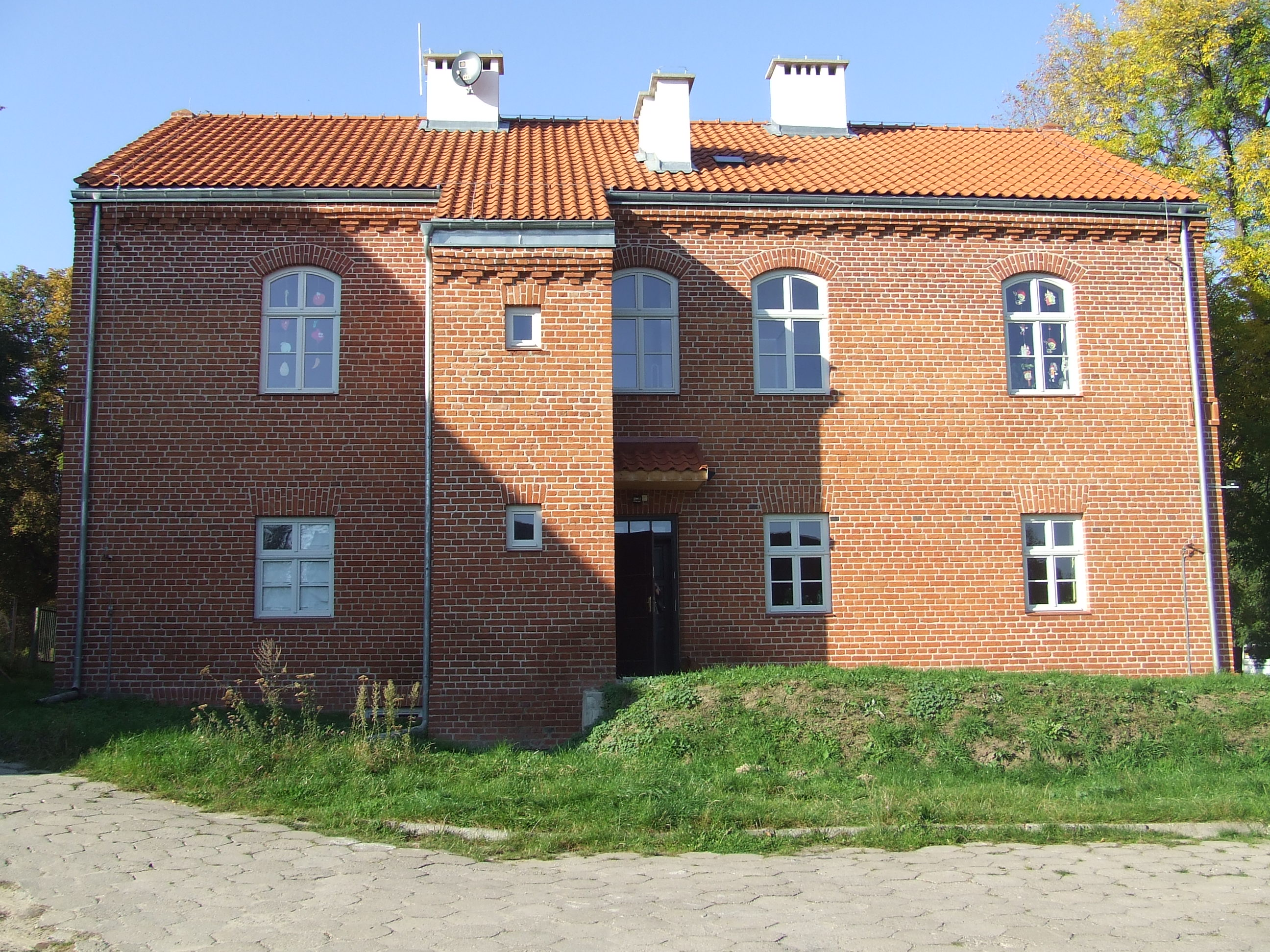
Tylna strona budynku